# YSCC Jokohama
YSCC Jokohama (japonsky YSCC横浜) je japonský fotbalový klub z města Jokohama hrající v JFL. Klub byl založen v roce 1986. V roce 2014 se připojili do J.League, profesionální japonské fotbalové ligy. Svá domácí utkání hraje na NHK Spring Mitsuzawa Football Stadium.